# ピルミン・シュトラッサー
ピルミン・シュトラッサー（Pirmin Strasser、1990年10月16日 - ）は、オーストリア・オーバーエスターライヒ州 リンツ出身のサッカー選手。元U-21オーストリア代表。ポジションはゴールキーパー。

## 経歴

### クラブ
10歳でオーストリア・ブンデスリーガ1部に属するLASKリンツのアカデミーに入団。その後ASKÖパッシングの育成部門を経て、2005-06シーズンからはSVリートのアカデミーに所属。各年代別のチームで主力GKとしてプレーし、2008-09シーズンにオーストリア・ブンデスリーガ1部に属するSVリートのトップチームに昇格する。
2010年1月、ザルツブルク州のSVグレーディヒ（3部）に移籍し、13試合に出場。リーグ優勝とオーストリア・ブンデスリーガ2部への昇格を果たす。2010年夏に古巣のSVリートに復帰。
半年後の2011年1月、当時スペイン・セグンダ・ディビシオン（2部）に属していたUDアルメリアに移籍。3年半に渡り同クラブに在籍。主にセグンダ・ディビシオンB（3部）に属するセカンドチームでプレーしたが、2012-13シーズンにプリメーラ・ディビシオン（1部）に昇格したトップチームでもメンバー入りをした。
2014-15シーズンに、当時オーストリア・ブンデスリーガに属していたSVグレーディヒに復帰。2015年3月、SKラピード・ウィーン戦においてオーストリア・ブンデスリーガ1部でのデビューを果たし、翌年の2015-16シーズンでは11試合に出場する。
2016年8月、ニュージーランド・フットボールチャンピオンシップに属するワイタケレ・ユナイテッドに移籍する。2016-17シーズン、ニュージーランド・フットボールチャンピオンシップ(1部リーグ)で17試合に出場する。
2017-18シーズン、オーストリアの4部に所属するASKÖエットに移籍し、リーグ全30試合に出場し、チームの優勝に貢献する。
2020-21シーズン、オーストリア・レギオナルリーガ（3部）に所属するWSCヘルタ・ウェルスに移籍し、13試合に出場する。
2021年1月、 オーストリア・ブンデスリーガ2部に属するSKNザンクト・ペルテンに移籍する。
2016年12月にJリーグ・セレッソ大阪の練習に参加している。

### オーストリア代表
2009年5月、U-19オーストリア代表デビューする。
2011年3月から6月の間、U-21オーストリア代表として2試合に出場する。

## タイトル
SVグレーディヒ
- レギオナールリーガ・ヴェスト（3部）優勝 & オーストリア・ブンデスリーガ2部へ昇格:1回（2010）

SVリート
- オーストリア・カップ 優勝:1回（2011）

UDアルメリア
- セグンダ・ディビシオン 3位 & プリメーラ・ディビシオン（スペイン1部）昇格:1回（2013）